# Аркос-де-лас-Салінас
Аркос-де-лас-Салінас (ісп. Arcos de las Salinas) — муніципалітет в Іспанії, у складі автономної спільноти Арагон, у провінції Теруель. Населення — 111 осіб (2010).
Муніципалітет розташований на відстані близько 230 км на схід від Мадрида, 39 км на південь від міста Теруель.
На території муніципалітету розташовані такі населені пункти: (дані про населення за 2010 рік)
- Аркос-де-Лас-Салінас: 110 осіб
- Ла-Ігера: 1 особа
- Оя-де-ла-Карраска: 0 осіб

## Демографія
Динаміка населення (INE ):